# تپه جنت‌آباد
تپه جنت آباد مربوط به دوران‌های تاریخی پس از اسلام است و در شهرستان بوئین‌زهرا، روستای جنت‌آباد واقع شده و این اثر در تاریخ ۱۰ مهر ۱۳۸۰ با شمارهٔ ثبت ۴۱۰۰ به‌عنوان یکی از آثار ملی ایران به ثبت رسیده است.